# Муравейно
Муравейно (рос. Муравейно) — присілок у Лузькому районі Ленінградської області Російської Федерації.
Населення становить 8 осіб. Належить до муніципального утворення Толмачовське міське поселення.

## Історія
Згідно із законом від 28 вересня 2004 року № 65-оз належить до муніципального утворення Толмачовське міське поселення.

## Населення
| 1838 | 1862 | 1958 | 1997 | 2007 | 2010 |
| ---- | ---- | ---- | ---- | ---- | ---- |
| 14   | ↘11  | ↗112 | ↘15  | ↘9   | ↘8   |